# بيتاتشياتو
بيتاتشياتو (بالإيطالية: Petacciato) هي مدينة وكومونا في مقاطعة كمبباسة في منطقة مليزة، جنوب إيطاليا.